# Humate
Humate, pseudonimo di Gerret Frerichs (...), è un produttore discografico e disc jockey tedesco.
Ha pubblicato i suoi singoli sotto l'etichetta Yoshitoshi e Prolekult.
I suoi lavori sono stati inseriti in molte compilation come Global Underground, Sasha, John Digweed e Northern Exposure. In precedenza con "Humate" si indicava il trio composto da Gerret Frerichs insieme a Oliver Huntemann e Patrick Kjonberg.